# Jakub Mareczko
Jakub Mareczko (Jarosław, Polonia, 30 de abril de 1994) es un ciclista italiano que desde 2025 corre para el equipo Mazowsze Serce Polski.

## Palmarés
| 2014 (como amateur) - Circuito del Porto-Trofeo Arvedi - Trofeo Ciudad de Castelfidardo 2015 - 2 etapas de la Vuelta al Táchira - 2 etapas de la Vuelta a Venezuela - 1 etapa del Tour de Hainan - Tour del Lago Taihu, más 7 etapas 2016 - 1 etapa del Tour de San Luis - 1 etapa del Tour de Langkawi - 1 etapa de la Settimana Coppi e Bartali - 2 etapas del Tour de Turquía - 3 etapas de la Vuelta al Lago Qinghai - 3.º en el Campeonato Mundial en Ruta sub-23 - Tour de Yancheng - 3 etapas del Tour del Lago Taihu 2017 - 2 etapas del Tour de Langkawi - 1 etapa del Tour de Bretaña - Tour del Lago Taihu, más 5 etapas - 5 etapas del Tour de Hainan 2018 - 2 etapas del Sharjah Tour - 6 etapas de la Vuelta a Marruecos - 1 etapa del Tour de China II - 3 etapas del Tour del Lago Taihu - 1 etapa del Tour de Hainan | 2020 - 3 etapas del Tour de Hungría 2021 - Trofej Umag-Umag Trophy - 1 etapa de la Settimana Coppi e Bartali 2022 - 1 etapa del Tour de Antalya - 1 etapa del ZLM Tour - 1 etapa del Tour de Langkawi 2023 - 1 etapa del Tour de Bretaña - 1 etapa del ZLM Tour 2024 - Circuito del Porto-Trofeo Arvedi - 1 etapa del Tour de Grecia - 1 etapa del Tour de Hainan 2025 - 1 etapa del Tour de Mersin |

## Resultados en Grandes Vueltas
| Carrera | Carrera         | 2015 | 2016 | 2017 | 2018 | 2019  | 2020 | 2021 | 2022 | 2023 | 2024 |
| ------- | --------------- | ---- | ---- | ---- | ---- | ----- | ---- | ---- | ---- | ---- | ---- |
|         | Giro de Italia  | —    | Ab.  | Ab.  | Ab.  | F. c. | —    | —    | Ab.  | —    | —    |
|         | Tour de Francia | —    | —    | —    | —    | —     | —    | —    | —    | —    | —    |
|         | Vuelta a España | —    | —    | —    | —    | —     | Ab.  | —    | —    | —    | —    |

—: no participa

F. c.: descalificado por "fuera de control"

Ab.: abandono

## Equipos
- Southeast/Wilier (2015-2018)
  - Southeast (2015)
  - Willier-Southeast (2016)
  - Willier Triestina-Selle Italia (2017-2018)
- CCC Team (2019-2020)
- Vini Zabù (2021)
- Alpecin-Deceuninck (2022-2023)
- Team Corratec-Vini Fantini (2024)
- Mazowsze Serce Polski (2025-)

## Vida privada
Nacido en Polonia y de origen polaco, se instaló en Italia con su madre a los cinco años en Brescia.[cita requerida]